# ضريح المولى إسماعيل
ضريح المولى إسماعيل هُوَ ضريح إسلامي تَارِيخِي يَقَعُ في مكناس بالمغرب. يضمُّ قبر السلطان المولى إسماعيل، الذي حكم المغرب من عام 1672 حتى وفاته عام 1727، ويقع داخل قصبته السابقة (قلعته). يعتبر موقعا تاريخيا ودينيا رئيسيا في المدينة.

## تاريخ

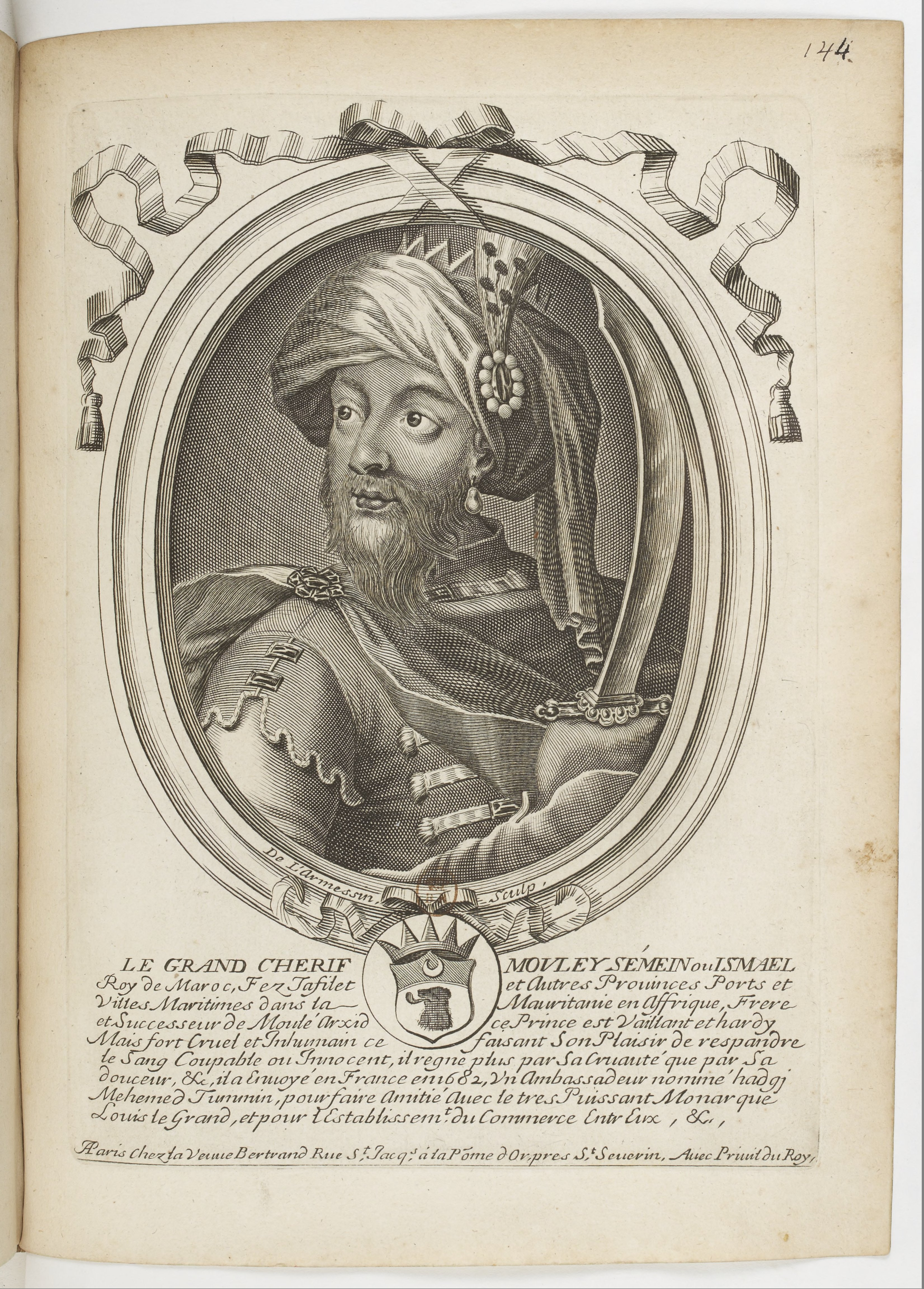
صورة لالمولى إسماعيل في مخطوطة فرنسية من عام 1690

### السياق: عهد المولى إسماعيل
أصبح المولى إسماعيل سلطاناً بعد وفاة أخيه المولى الرشيد عام 1672. خلافًا للتقاليد، اختار مكناس عاصمةً له. في المدنية، بنى قصرًا إمبراطوريًا ضخمًا (قصبة) على الجانب الجنوبي الغربي من المدينة القديمة. كان يتألف من عدة مجمعات قصور متميزة ومنشآت أخرى منتشرة على مساحة شاسعة محاطة بجدران محصنة. أقدم هذه القصور كانت الدار الكبيرة، وتقع في الجزء الشمالي من القصبة وانتهت عام 1679. كان مجاورًا لمسجد لالة عودة، والذي بناه أيضًا المولى إسماعيل (أو أعاد بناؤه) في هذا الوقت تقريبًا.

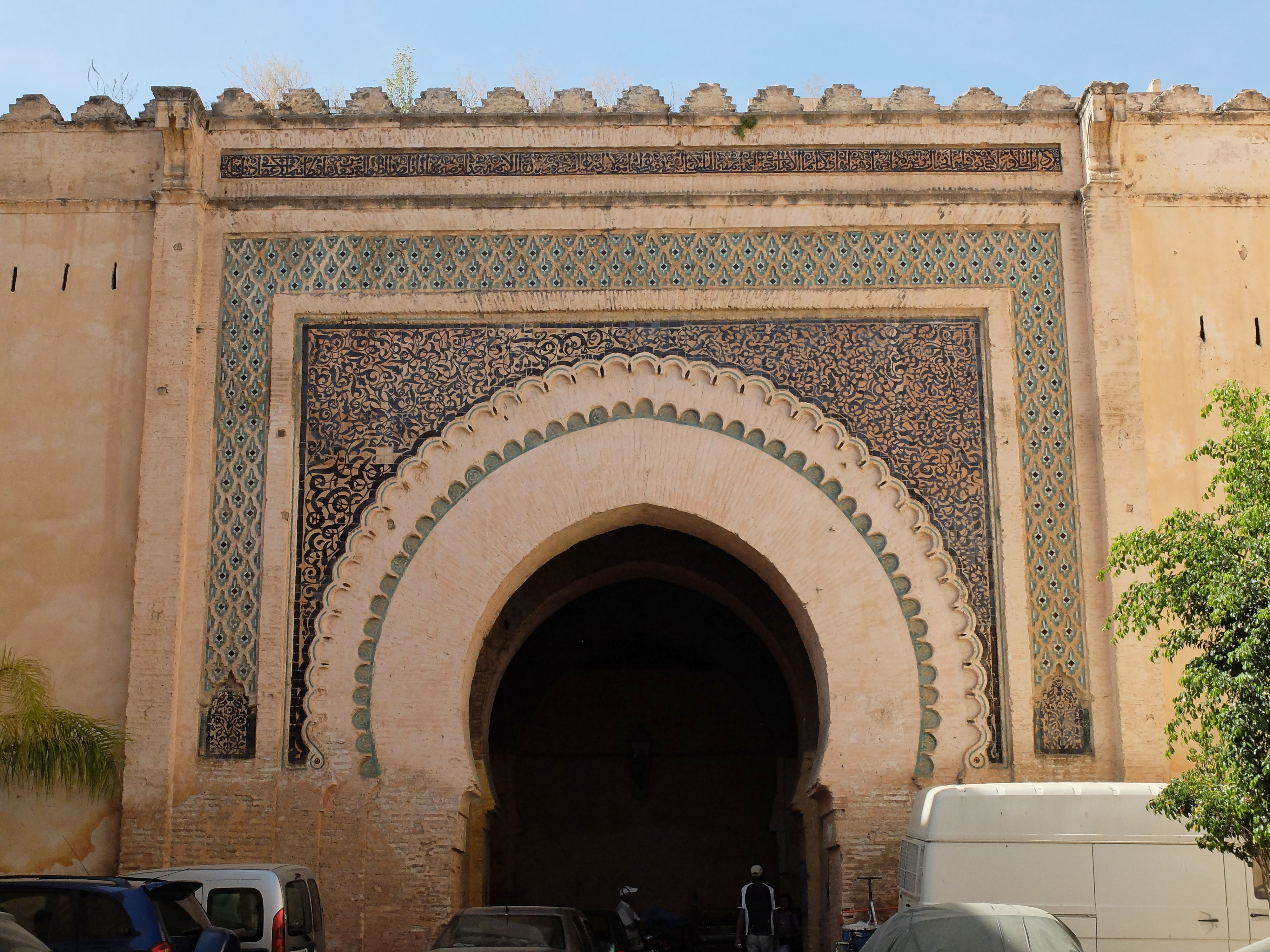
بوابة قصر الدار الكبيرة، التي لا تزال موجودة بالقرب من الضريح حتى اليوم

دام حكم السلطان إسماعيل 55 عامًا، وهي من أطول فترات الحكم في تاريخ المغرب. وقد ميز نفسه كحاكم يرغب في إقامة دولة مغربية موحدة باعتبارها السلطة المطلقة في الأرض، مستقلة عن أي مجموعة معينة داخل المغرب - على عكس السلالات السابقة التي اعتمدت على قبائل أو مناطق معينة كأساس لسلطتها.:230 وقد نجح جزئياً في إنشاء جيش جديد مؤلف من العبيد السود (جيش عبيد البخاري) من إفريقيا جنوب الصحراء (أو أحفاد العبيد الذين تم استيرادهم سابقاً)، وكثير منهم من المسلمين، الذين كان ولائهم له وحده. كان إسماعيل نفسه نصف أسود، وكانت والدته عبدة سوداء.:231 كما قاد باستمرار حملات عسكرية ضد المتمردين والمنافسين والمواقع الأوروبية على طول الساحل المغربي. في الممارسة العملية، كان لا يزال يتعين عليه الاعتماد على مجموعات مختلفة للسيطرة على المناطق النائية، لكنه مع ذلك نجح في استعادة العديد من المدن الساحلية التي احتلتها إنجلترا وإسبانيا وتمكن من فرض النظام والضرائب الثقيلة في جميع أنحاء أراضيه. وضع حدًا نهائيًا للمحاولات العثمانية لكسب النفوذ في المغرب وأسس المغرب على أسس دبلوماسية أكثر مساواة مع القوى الأوروبية جزئيًا من خلال إجبارهم على فدية الأسرى المسيحيين في بلاطه. تم القبض على هؤلاء المسيحيين في الغالب من قبل أساطيل القراصنة المغربية التي رعاها بشدة كوسيلة للإيرادات والحرب. في الأسر، غالبًا ما كان السجناء يُجبرون على العمل في مشاريع البناء الخاصة به. كل هذه الأنشطة والسياسات منحته سمعة القسوة بين الكتاب الأوروبيين وسمعة متباينة بين المؤرخين المغاربة أيضًا، على الرغم من أنه يُنسب إليه الفضل في توحيد المغرب تحت قيادة قوية (توصف بالقاسية).:230–237:225–230

### تطوير الضريح
يقع الضريح على الجانب الجنوبي الغربي من قصر الدار الكبيرة السابق، في مساحة كانت في السابق بين الجدران الداخلية والخارجية للقصر. اختار المولى إسماعيل هذا الموقع جزئياً لأنه كان يعتبر مقدساً بوجود قبر عبد الرحمن المجذوب، وهو شاعر وصوفي. تم بناء المجمع لأول مرة في عام 1703 في عهد المولى إسماعيل،:48 ولكن تم تعديله وتوسيعه عدة مرات، لا سيما في عهد ابنه وخليفته، أحمد الذهبي (الذي حكم بين 1727 و 1729)، الذي بدوره دفن هنا بعد ذلك.:270 السلطان المولى عبد الرحمن، الذي توفي عام 1859، دُفن في الضريح أيضًا.:270
يوجد الضريح في الأصل من الشمال مباشرة من قصر الدار الكبيرة. يعود المدخل الحالي الموجود جنوبا إلى فترة الاحتلال الفرنسي في القرن العشرين. كان المجمع الأصلي أقل اتساعًا مما هو عليه اليوم، ومن المحتمل أن تصميمه كان يتضمن فقط غرفة المقبرة والغرف المجاورة على جانبيها والفناء الرئيسي المؤدي إليها. ومن المحتمل أن تكون الساحات والممرات الأخرى قد أضيفت لاحقًا. لا يزال الضريح يزوره حتى اليوم المغاربة الذين يبحثون عن التبرك من ضريح المولى إسماعيل، بالإضافة إلى كونه معلمًا سياحيًا مهمًا في المدينة.

## العمارة والتخطيط

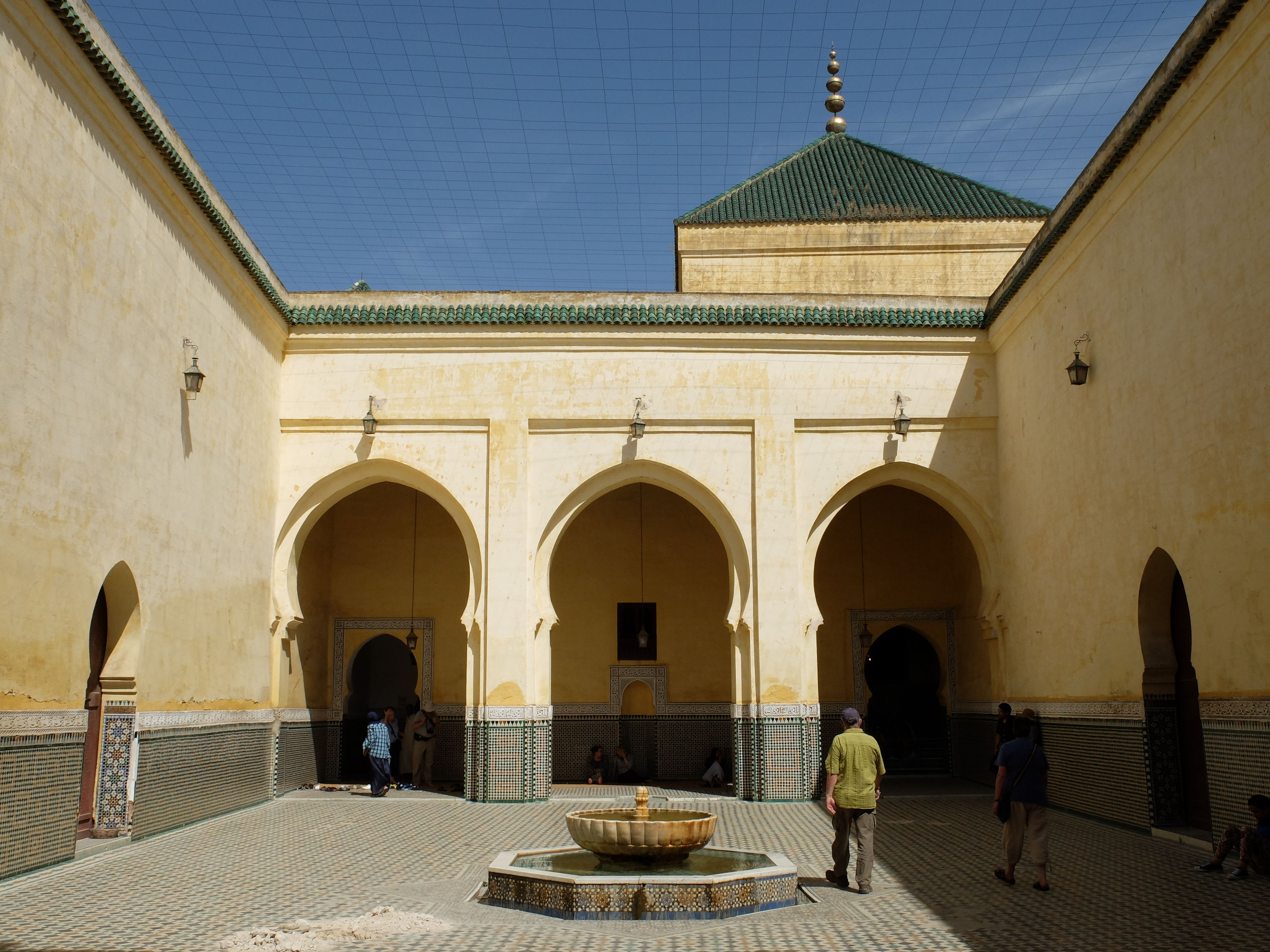
الفناء الرئيسي بجوار الضريح (تظهر قبة حجرة المقبرة في أعلى اليمين)

يتكون الضريح من ساحات وغرف مختلفة. الفناء المركزي الرئيسي للمجمع الجنائزي قليل الزخرفة باستثناء النافورة المركزية ورصيف الزليج. يحتل الجانبان الغربي والشرقي من الفناء أروقة من ثلاثة أقواس حدوة الحصان. كما يحتوي الجدار الشرقي للفناء، أمام الضريح، على محراب صغير (محراب يشير إلى اتجاه الصلاة). خلف هذا توجد غرفة الضريح والغرف المجاورة. يتكون أقصى شمال هذه الغرف، والذي يمكن الوصول إليه مباشرة من الزاوية الشمالية الشرقية للفناء، من فناء داخلي أو فناء مغطى بسقف قبة مرتفع. يتشابه تصميم هذا الفناء مع غرفة الأعمدة الإثني عشر في أضرحة السعديين، وتتألف من مربع محدد باثني عشر عمودًا رخاميًا مرتبة في مجموعات من ثلاثة في كل زاوية، والتي تمتد حولها مساحة معرض. كما يوجد محراب آخر في الجدار الشرقي، بينما توجد غرفة جانبية صغيرة في الجدار الغربي. زُينت الجدران العلوية والمناطق المحيطة بالمحراب والمداخل بجص منحوت ومطلي يتميز بزخارف عربية وكتابة نموذجية للعمارة المغربية. يوجد في وسط الفناء نافورة مزخرفة، بينما يتميز سقف القبة أعلاه بشكل أساسي بالخشب المطلي والمنحوت. تتميز الأعمدة الرخامية بالعواصم المغربية الأندلسية المنحوتة بزخارف أوراق الشجر والنخيل وسعف النخيل. يُعتقد أن هذه الأعمدة الرخامية، بالإضافة إلى الألواح الرخامية المنحوتة بشكل مزخرف في الممر المؤدي إلى غرفة انتظار الضريح، هي عبارة عن استخدام ثانوي أخذها المولى إسماعيل من قصور السعديين السابقة في قصبة مراكش (مثل قصر البديع).:270

على الجانب الجنوبي من غرفة الفناء يوجد ممر كبير به أبواب خشبية مزخرفة تؤدي إلى غرفة انتظار مستطيلة تسبق حجرة الضريح الفعلية. الضريح عبارة عن غرفة مربعة تحتوي على شواهد القبور لالمولى إسماعيل (توفي عام 1727) وابنه وخليفته أحمد الذهبي (توفي عام 1729)، والسلطان اللاحق المولى عبد الرحمن بن هشام (توفي 1859). على الجانب الجنوبي من الضريح توجد غرفة قراءة كبيرة أخرى مقسمة بواسطة رواق ثلاثي الأقواس وتحتوي على خزائن كتب. كل غرفة من هذه الغرف مغطاة بزخارف جصية منحوتة وتحتوي أيضًا على العديد من الثريات البرونزية. شواهد القبور الملكية مصنوعة من الرخام وهي غنية بالنقوش بالخط العربي والزخارف العربية بأسلوب مشابه لشواهد القبور الرخامية في قبور السعديين. تحتوي حجرة المقبرة أيضًا على ساعتين ذات صندوق طويل كانتا هدايا من الملك لويس الرابع عشر ملك فرنسا. لا يزال الضريح يزوره حتى اليوم المغاربة الذين يبحثون عن التبرك من ضريح المولى إسماعيل، بالإضافة إلى كونه معلمًا سياحيًا مهمًا في المدينة.

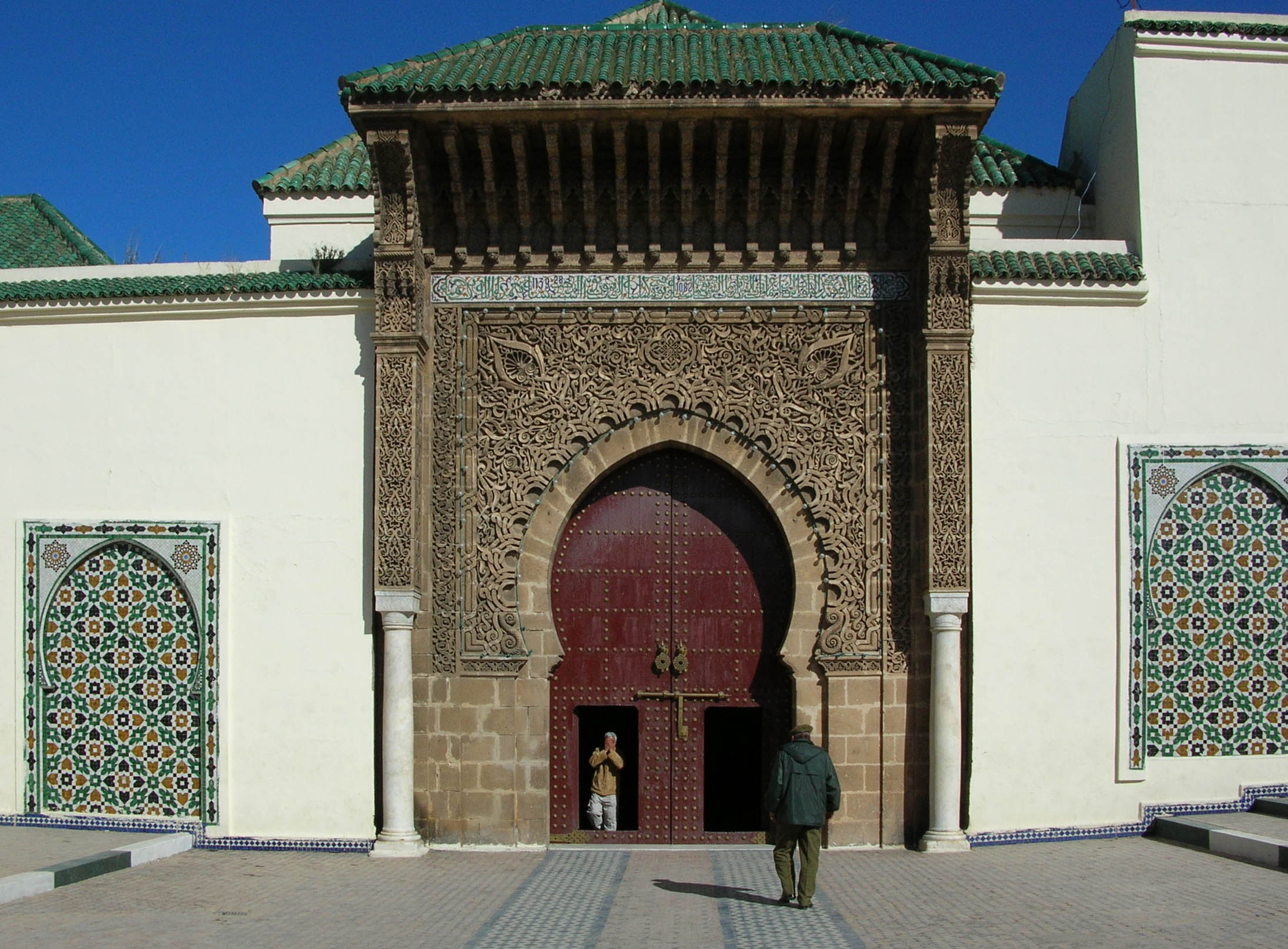
المدخل الرئيسي للمجمع الجنائزي اليوم قبالة شارع رئيسي جنوبا
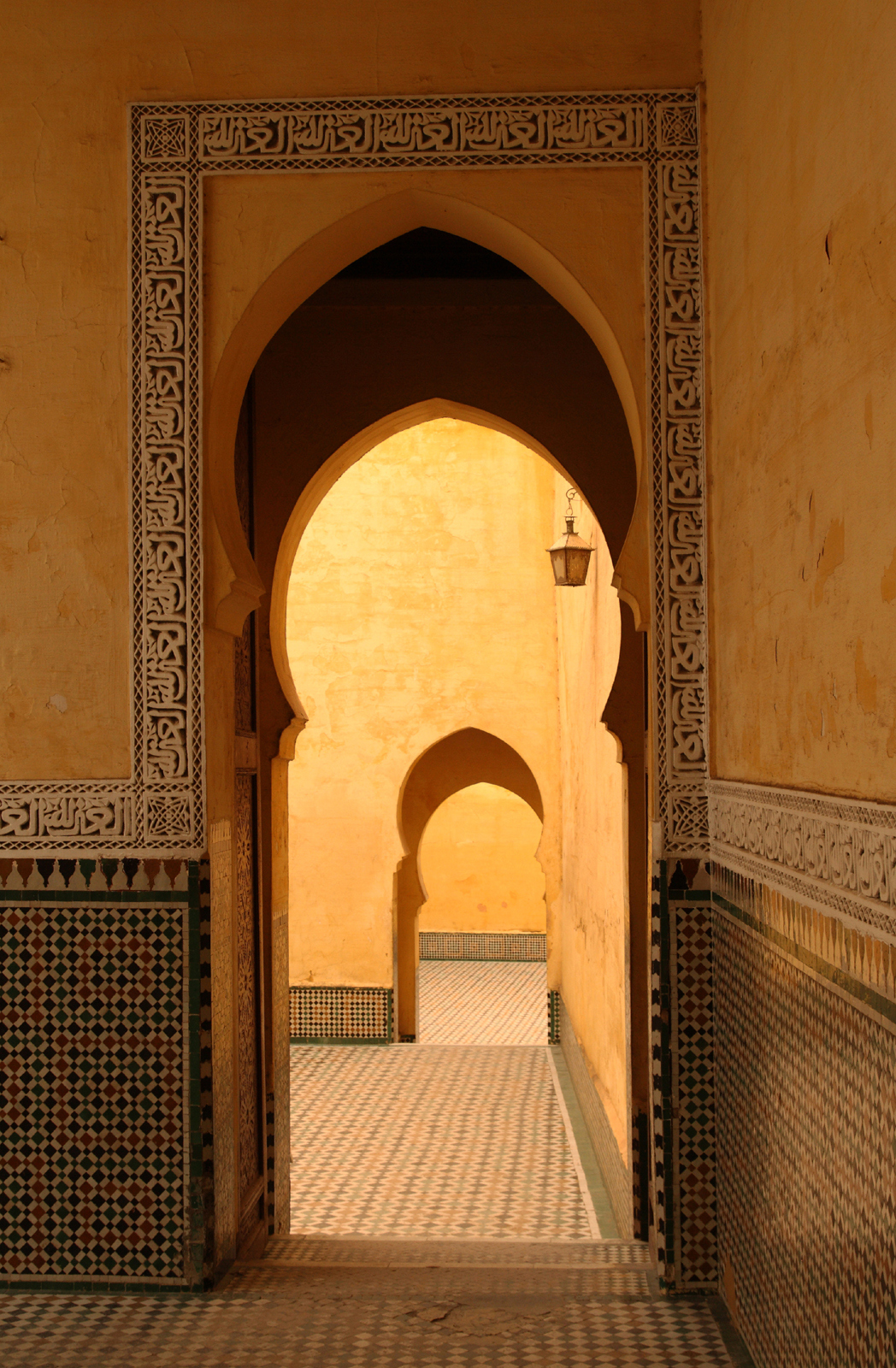
أحد الممرات والقناطر المؤدية إلى الفناء الرئيسي للمجمع الجنائزي
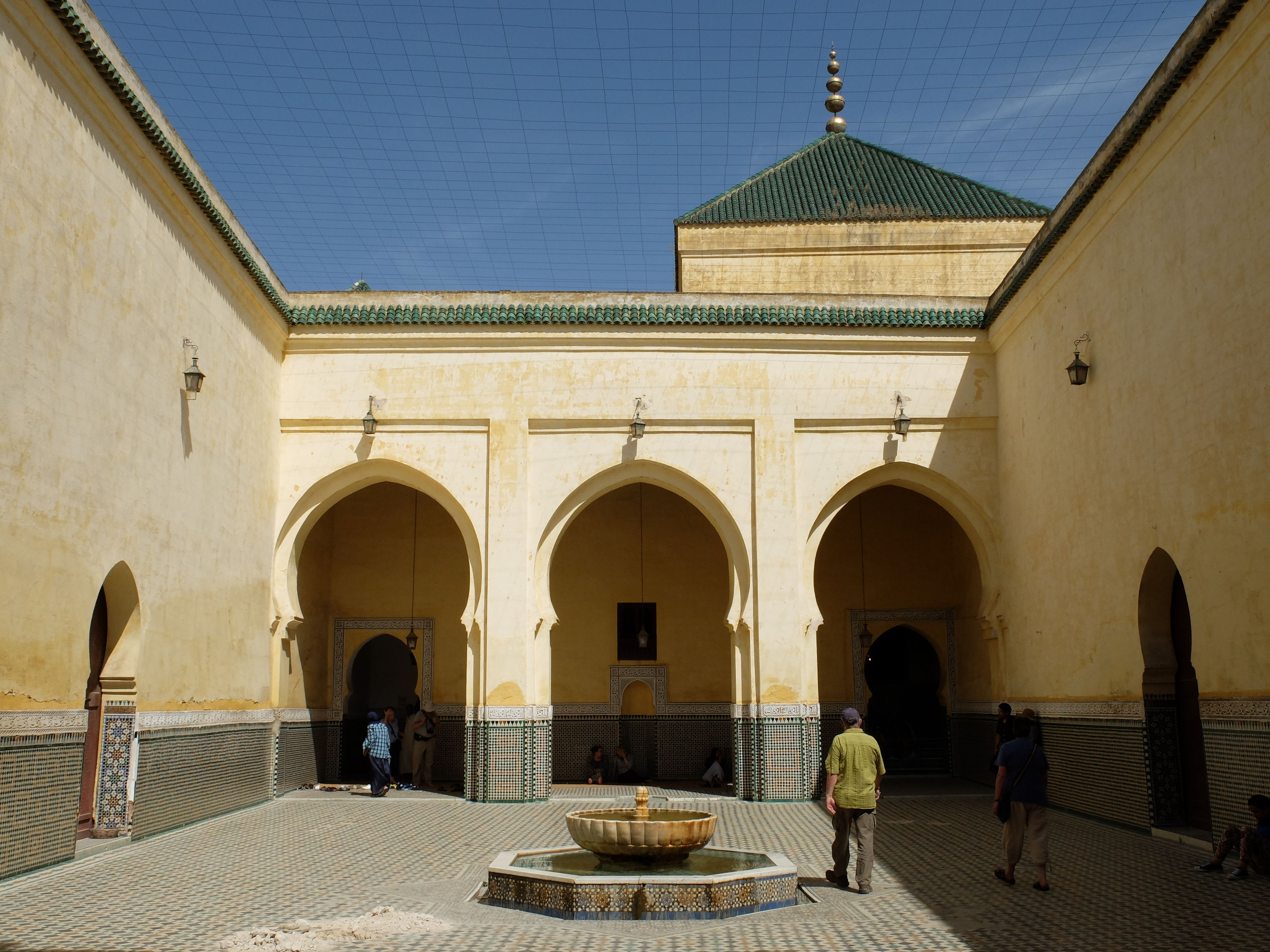
الفناء الرئيسي بجوار الضريح (تظهر قبة حجرة المقبرة في أعلى اليمين)
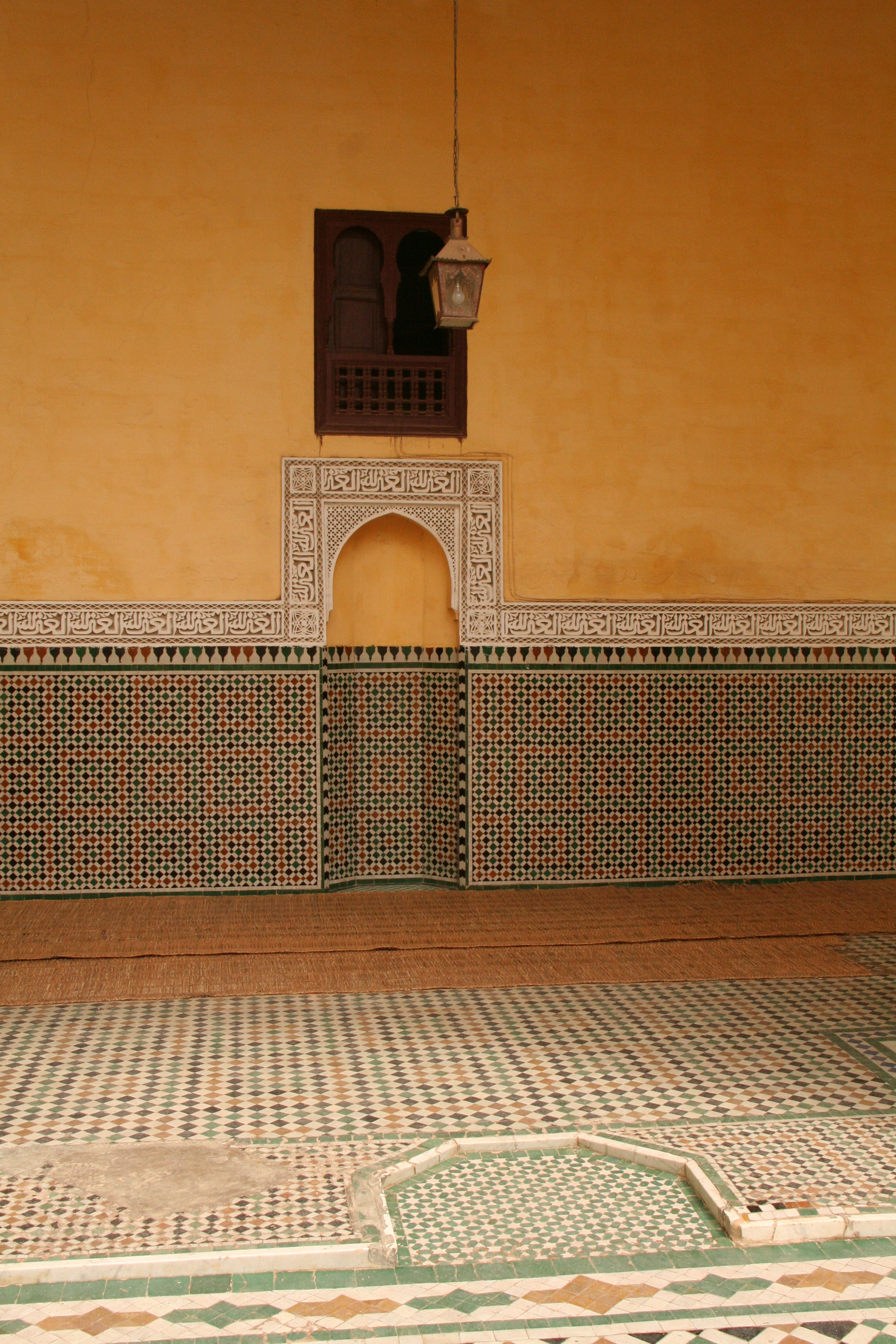
محراب الفناء الرئيسي
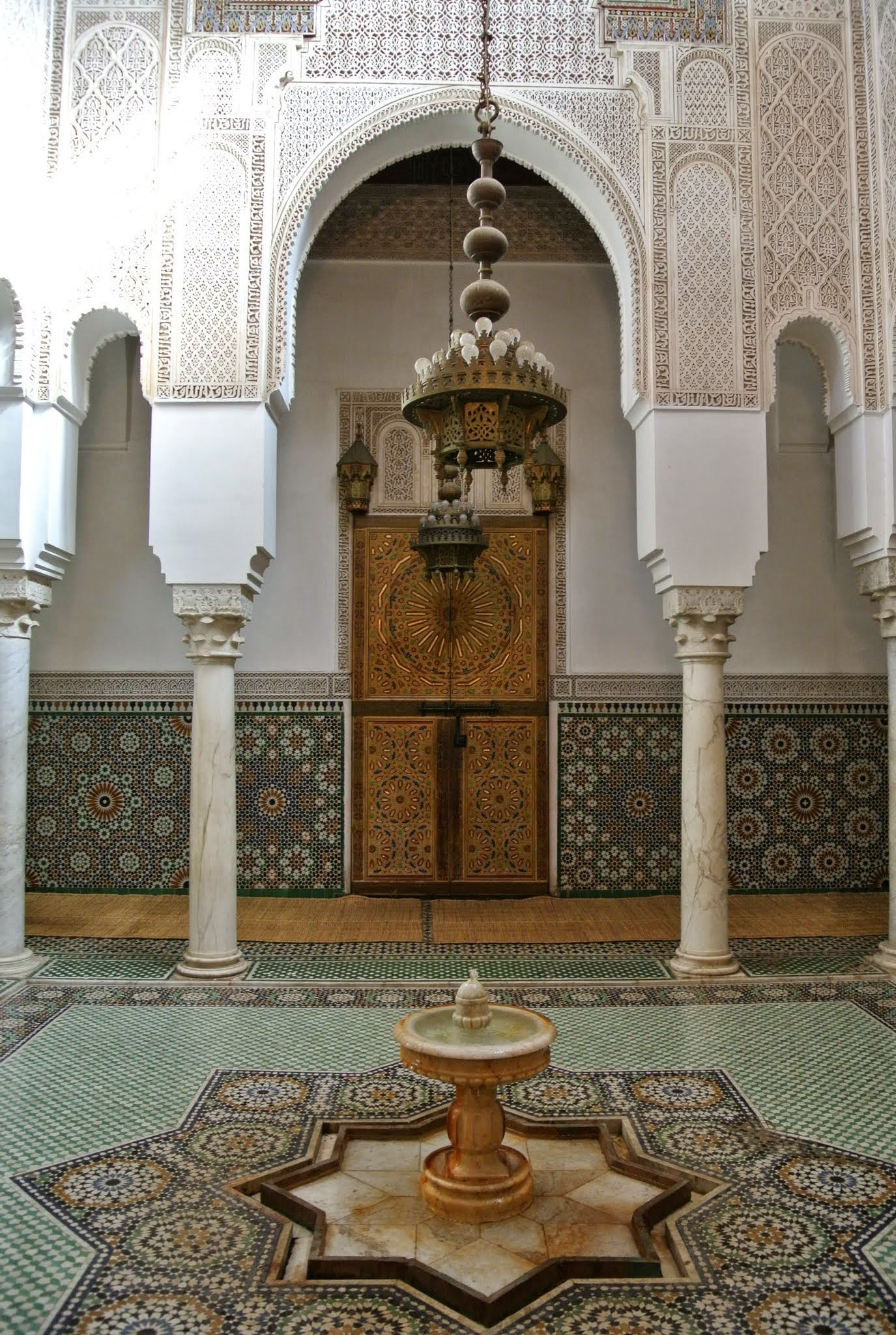
غرفة الفناء الداخلية الواقعة شمال الضريح مع نافورة مركزية وأعمدة رخامية
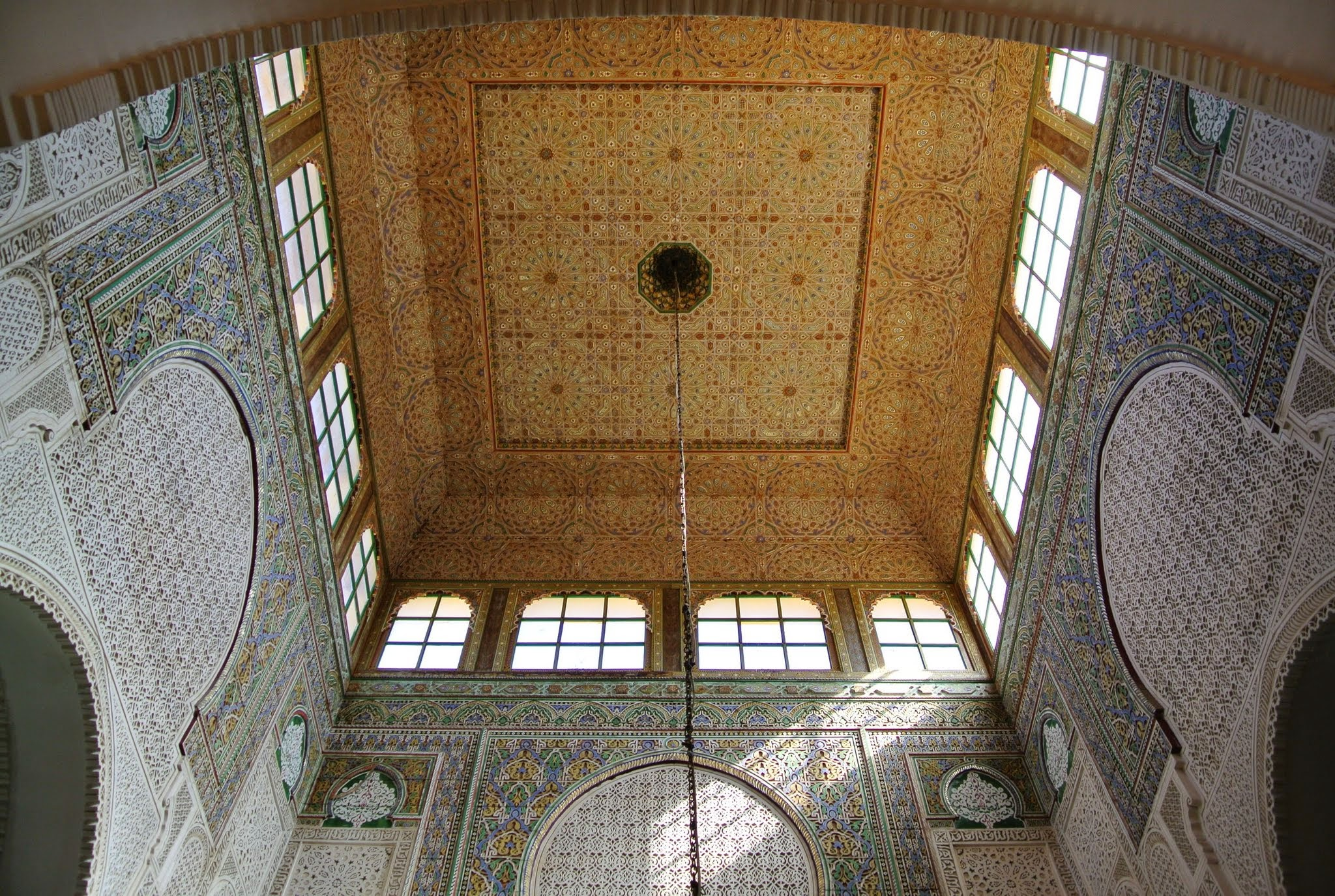
سقف القبة الخشبي وجدران الفناء المنحوتة بالجص
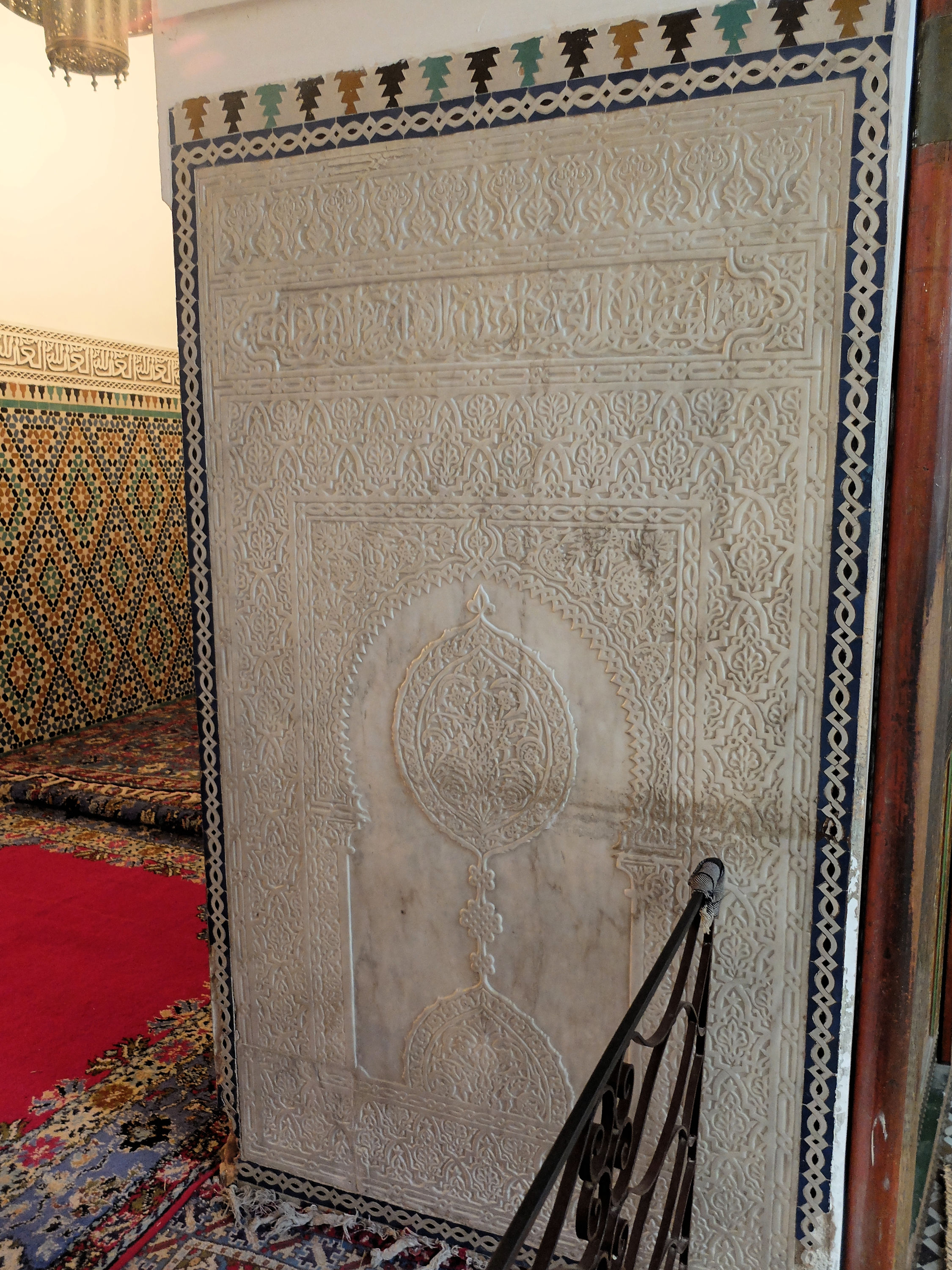
لوحة رخامية منحوتة من عهد السعديين عند مدخل حجرة المقبرة
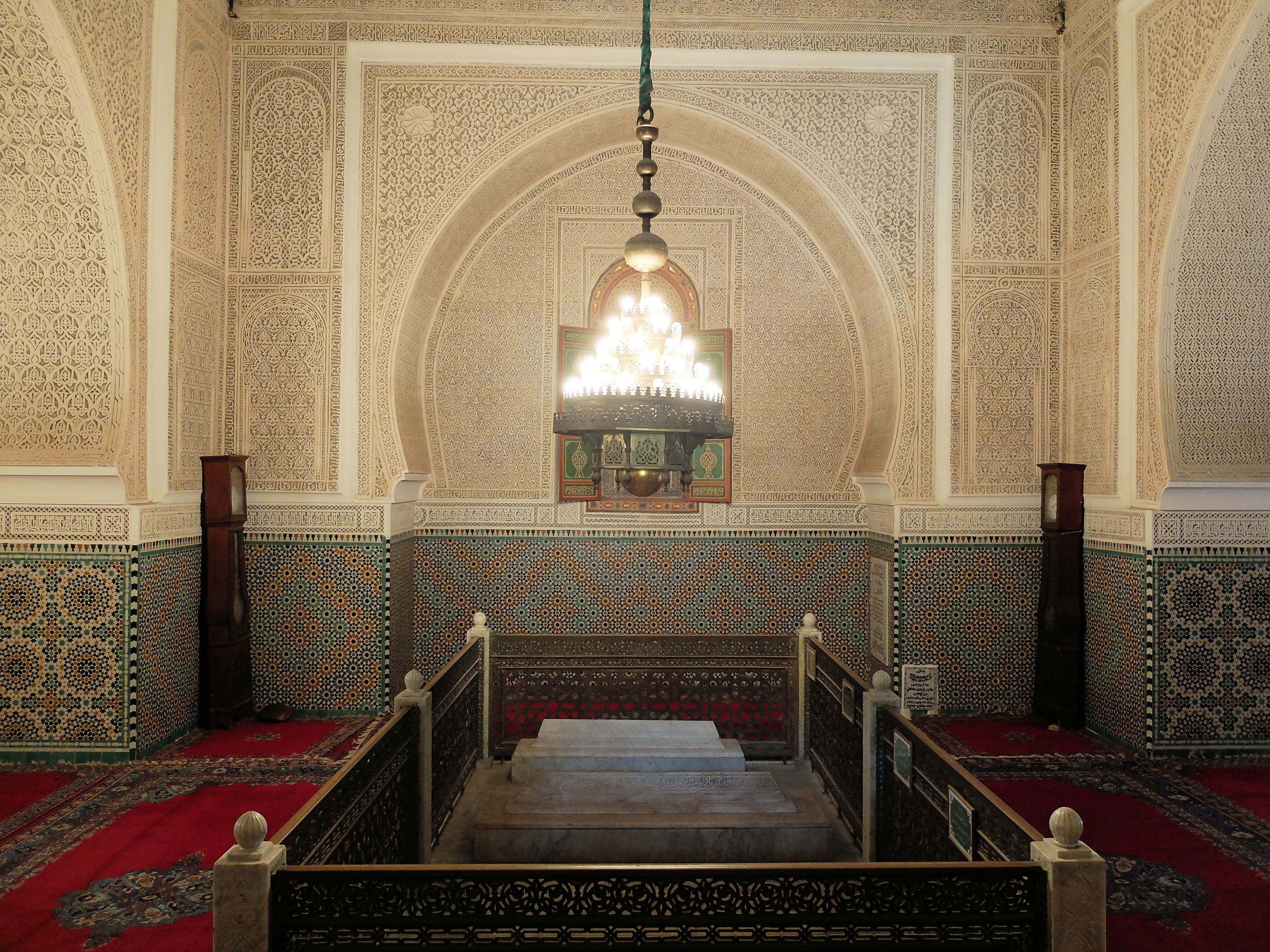
قبر المولى إسماعيل وأحد أفراد سلالته